# سیبورن ایرلاینز
سیبورن ایرلاینز (به انگلیسی: Seaborne Airlines) یک شرکت هواپیمایی با کد یاتا BB است که در تاریخ ۱۹۹۲ میلادی تأسیس شده است. دفتر مرکزی سیبورن ایرلاینز در سان خوآن، پورتوریکو واقع شده‌است و قطب این شرکت هواپیمایی در فرودگاه بین‌المللی لوئیز مونز مارین قرار دارد و به ۱۵ مقصد، پرواز مستقیم انجام می‌دهد.